# Bernhard Hennen

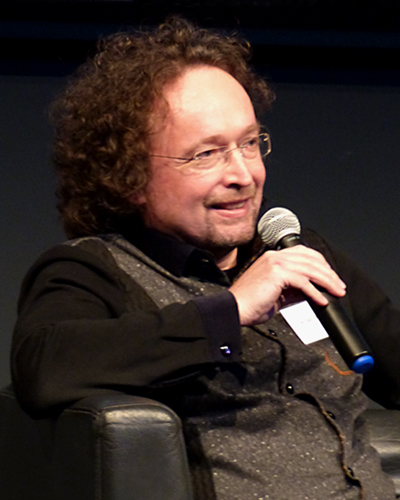
Bernhard Hennen, 2016

Bernhard Hennen (* 1966 in Krefeld) ist ein deutscher Autor von Fantasy-Literatur und historischen Erzählungen.

## Leben
Nach einem Studium der Germanistik, Vorderasiatischen Archäologie und Geschichte arbeitete er als Rundfunkjournalist beim Westdeutschen Rundfunk. Gleichzeitig war er Redakteur der Fantasy-Zeitschrift „ZauberZeit“. Für das in Deutschland meistverkaufte Rollenspiel Das Schwarze Auge verfasste er zahlreiche Abenteuerbücher. Als Mitarbeiter beim Rundfunk bereiste er Mittelamerika und den Vorderen Orient.
Erstmals als Romanautor trat er zusammen mit Wolfgang Hohlbein mit der Trilogie  Das Jahr des Greifen hervor. Es folgten weitere Bücher zur aventurischen Spielwelt. Der Roman  Der Sturm aus der Greifentrilogie wurde mit einem Preis ausgezeichnet.
Mit Die Nacht der Schlange setzte er Friedrich Dürrenmatts Roman Der Richter und sein Henker in das Fantasy-Genre um. Aufgrund eines Versäumnisses des Verlags fehlte jedoch der geplante Hinweis auf die Vorlage. Dieser Umstand brachte dem Autor zahlreiche Plagiatsvorwürfe ein.
Im Jahr 2015 gründete er mit weiteren Autorinnen und Autoren das Phantastik-Autoren-Netzwerk (PAN).
Bernhard Hennen ist verheiratet und lebt in Krefeld. Eine starke Freundschaft verbindet ihn mit Wolfgang Hohlbein. Genau wie dieser ist er Fan strategischer Tabletop-Simulationen und setzt seine große Sammlung historischer Zinnfiguren-Armeen ein, um die häufig in seinen Romanen vorkommenden Schlachten konzeptionell zu simulieren.

## Auszeichnungen
- 2015: Ehrenpreis des Buchmesse Convent „für seine Fan-Nähe und seine regelmäßige Anwesenheit auf Veranstaltungen, nicht zuletzt dem BuCon selbst“[2]
- RPC-Award 2018 – Literatur: Die Phileasson-Saga 4: Silberflamme (zusammen mit Robert Corvus)[3]
- Deutscher Phantastik Preis 2018 – Bester Deutschsprachige Serie: Die Phileasson-Saga (zusammen mit Robert Corvus)[4]
- Seraph 2019 – Bester Roman: Die Chroniken von Azuhr: Der Verfluchte[5]

## Werke

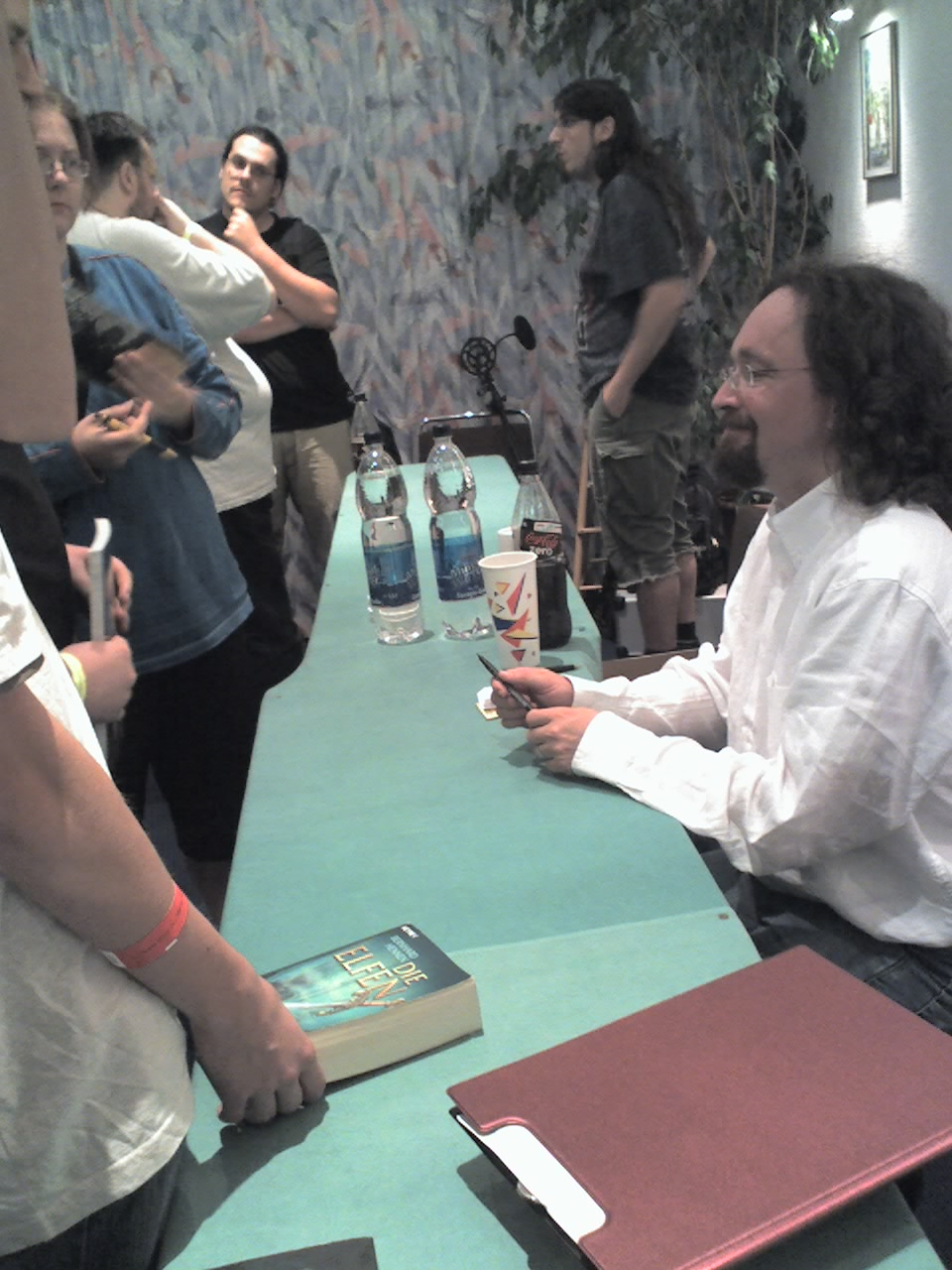
Bernhard Hennen (rechts) signiert DSA-Material und Die Elfen beim FeenCon 2007

Bernhard Hennen hat zahlreiche Artikel zu seinen Werken in Magazinen wie Wunderwelten, Nautilus und Mephisto veröffentlicht.

### Einzelromane
- 1996 – Der Tempelmord ISBN 3-612-25155-4 (Ein Kriminalroman aus der Zeit Kleopatras)
- 1996 – Der Flötenspieler ISBN 3-612-25123-6 (Ein Kriminalroman aus der Zeit Kleopatras)
- 1998 – Die Husarin ISBN 3-492-23944-7 (Historischer Roman)
- 1999 – Die Könige der ersten Nacht ISBN 3-7466-1806-1 (Historischer Roman)
- 2001 – Nebenan ISBN 3-492-23678-2 (Neuauflage im April 2016 ISBN 978-3-492-70413-7)
- 2003 – Wolfsspuren : eine Geschichte zwischen Fantasy und Wirklichkeit ISBN 978-3-940479-08-2 (Zusammen mit Manfred Johannes Junggeburth. Journalistische Arbeit zum „Werwolf von Epprath“.)
- 2005 – Alica und die Dunkle Königin ISBN 3-8000-5157-5
- 2012 – Die Sturmreiterin ISBN 978-3-453-53406-3 Neubearbeitung von Die Husarin

### Das Schwarze Auge – DSA
- 2001 – Das Jahr des Greifen, mit Wolfgang Hohlbein
- 2002 – Drei Nächte in Fasar / 2007 – Rabensturm
- 2003 – Im Schatten des Raben
- 2024 – Die Feuer der Finsterwacht, mit Torsten Weitze

#### DSA – Das Jahr des Greifen
(zusammen mit Wolfgang Hohlbein)
- 1993 – Der Sturm (Neuauflage im Januar 2007 ISBN 3-937872-49-3)
- 1994 – Die Amazone (Neuauflage im Januar 2007 ISBN 3-937872-51-5)
- 1994 – Die Entdeckung (Neuauflage im Januar 2007 ISBN 3-937872-50-7)

#### DSA – Drei Nächte in Fasar / Rabensturm
- 1996 – Der Tanz der Rose
- 1996 – Die Ränke des Raben
- 1996 – Das Reich der Rache
- 2007 – Rabensturm (Neuauflage des Sammelbands) ISBN 3-453-52317-2
- 2009 – Rabengott, Heyne (März 09), ISBN 978-3-453-52549-8[6]

#### DSA – Im Schatten des Raben
- 1997 – Das Gesicht am Fenster
- 2000 – Die Nacht der Schlange

#### Die Phileasson-Saga
(zusammen mit Robert Corvus)
- 2016 – Die Phileasson-Saga – Nordwärts ISBN 978-3-453-31751-2
- 2016 – Die Phileasson-Saga – Himmelsturm ISBN 978-3-453-31752-9
- 2016 – Die Phileasson-Saga – Die Wölfin ISBN 978-3-453-31753-6
- 2017 – Die Phileasson-Saga – Silberflamme ISBN 978-3-453-31824-3
- 2018 – Die Phileasson-Saga – Schlangengrab ISBN 978-3-453-31849-6
- 2018 – Die Phileasson-Saga – Totenmeer ISBN 978-3-453-31850-2
- 2019 – Die Phileasson-Saga – Rosentempel ISBN 978-3-453-31968-4
- 2020 – Die Phileasson-Saga – Elfenkrieg ISBN 978-3-453-31986-8
- 2020 – Die Phileasson-Saga – Echsengötter ISBN 978-3-453-31987-5
- 2022 – Die Phileasson-Saga – Nebelinseln ISBN 978-3-453-32084-0
- 2022 – Die Phileasson-Saga – Elfenkönig ISBN 978-3-453-53496-4
- 2023 – Die Phileasson-Saga – König der Meere ISBN 978-3-453-53497-1

### Magus Magellans Gezeitenwelt
In der Reihe Gezeitenwelt unter dem zusammen mit Hadmar von Wieser, Karl-Heinz Witzko und Thomas Finn verwendeten Pseudonym Magus Magellan:
- 2002 – Der Wahrträumer. Gezeitenwelt 1 ISBN 3-492-26541-3
- 2004 – Das Geheimnis der Gezeitenwelt – Die Saga von der Wiedergeburt der Magie ISBN 3-492-26566-9

### Die Nibelungen
Hauptartikel: Die Nibelungen (Romanreihe)
- 1997 – Das Nachtvolk (Band 4) ISBN 3-612-27413-9
- 1997 – Der Ketzerfürst (Band 8) ISBN 3-492-26516-2

### Elfenzyklus
Hauptartikel: Die Elfen (Roman)
- 2004 – Die Elfen ISBN 3-453-53001-2, mit James Sullivan
- 2005 (offiziell: 2006) – Elfenwinter ISBN 3-453-52137-4
- 2006 – Elfenlicht ISBN 3-453-52218-4
- März 2009[7] – Elfenlied ISBN 978-3-453-52422-4
- Oktober 2009 (offiziell: 1. November 2009)[7] – Elfenkönigin ISBN 3-453-53340-2
- Oktober 2024 – Elfenmond ISBN 978-3-453-32328-5 (Anthologie von Kurzgeschichten aus dem Elfenzyklus gemeinsam mit James Sullivan)

Elfenritter
- 2007 – Elfenritter – Die Ordensburg ISBN 3-453-52333-4
- Februar 2008 – Elfenritter – Die Albenmark ISBN 3-453-52342-3
- November 2008 – Elfenritter – Das Fjordland ISBN 3-453-52422-5

Drachenelfen
- 2011 – Drachenelfen ISBN 3-453-26658-7
- 2012 – Drachenelfen – Die Windgängerin ISBN 978-3-453-53345-5
- 2013 – Drachenelfen – Die gefesselte Göttin ISBN 978-3-453-53346-2
- 2015 – Drachenelfen – Die letzten Eiskrieger ISBN 978-3-453-27001-5
- 2016 – Drachenelfen – Himmel in Flammen ISBN 978-3-453-26889-0

Emerelle und Meliander
Die Kurzgeschichte Kinder der Nacht spielt nahezu direkt im Anschluss zu Drachenelfen – Himmel in Flammen.
Der Roman Elfenmacht spielt ca. 70 Jahre nach dem Drachenelfenzyklus und beschäftigt sich mit den jungen Geschwistern Emerelle und Meliander.
- 2014 – Kinder der Nacht ISBN 978-3-641-15236-9 (Nur als E-Book erschienen)
- 2017 – Elfenmacht ISBN 978-3-453-26891-3

#### Schattenelfen-Saga
Hauptartikel: Schattenelfen-Saga
Zyklus, der zwischen Elfenkönigin und dem Elfenritter-Zyklus spielt und den Bürgerkrieg zwischen Emerelle und Alathaia behandelt.
- Juni 2021 – Schattenelfen – Die Blutkönigin ISBN 978-3-453-27332-0
- September 2022 – Schattenelfen – Der Gläserne Kaiser ISBN 978-3-453-27333-7
- November 2022 – Schattenelfen – Das Eherne Wort ISBN 978-3-453-27404-4
- November 2023 – Schattenelfen – Das Labyrinth der Nacht ISBN 978-3-453-27334-4
- Februar 2024 – Schattenelfen – Die weinende Stadt ISBN 978-3-453-27410-5

### Das Schwarze Auge – Abenteuer
- 1990 – Folge dem Drachenhals
- 1990 – Auf der Spur des Wolfes
- 1991 – Wie der Wind der Wüste
- 1991 – Inseln im Nebel
- 1999 – Die Phileasson-Saga (2. Auflage, Sammelband)
- 2009 – Die Phileasson-Saga (3. Auflage, überarbeiteter und ergänzter Sammelband)[10]
- 1993 – Das Jahr des Greifen I
- 1994 – Das Jahr des Greifen II
- 1999 – Rausch der Ewigkeit (In Zusammenarbeit mit den Autoren Thomas Finn und Hadmar Wieser)
- 2005 – Zorn der Eiselfen

### Die Chroniken von Azuhr
- 2017 – Der Verfluchte ISBN 978-3-596-29726-9
- 2018 – Die Weiße Königin ISBN 978-3-596-29999-7
- 2019 – Der Träumende Krieger ISBN 978-3-596-70489-7

### Minen der Macht
Fantasykrimi-Reihe zusammen mit den Autoren Mira Valentin, Sam Feuerbach, Greg Walters und Torsten Weitze:
- April 2023 –  Minen der Macht: Der Unheiler ISBN 978-3-596-70856-7
- Oktober 2023 – Minen der Macht: Der Formbrecher ISBN 978-3-596-70857-4
- März 2024 – Minen der Macht: Der Grauzorn ISBN 978-3-596-70858-1
- März 2025 – Minen der Macht: Der Blutsturm ISBN 978-3-596-71119-2